# Inuit Tapiriit Kanatami
Inuit Tapiriit Kanatami (ITK, inuktitut ᐃᓄᐃᑦ ᑕᐱᕇᑦ ᑲᓇᑕᒥ) – działająca w Kanadzie organizacja non-profit, zrzeszająca około 55 tys. Inuitów z 53 wspólnot. Została założona w 1971 roku przez Tagaka Curley jako Inuit Tapirisat of Canada (Inuickie Braterstwo Kanady). Wywodzi się z powstałego w latach 60. Stowarzyszenia Indian i Eskimosów.
ITK skupia Inuitów z całego terytorium znanego pod łączną nazwą Inuit Nunangat, na które składają się cztery regiony: Nunavut, Nunatsiavut (w Nowej Fundlandii i Labradorze), Nunavik (w północnym Quebecu) oraz Inuvialuit (w Jukonie i Terytoriach Północno-Zachodnich).
Organizacja zarządzana jest przez Radę Dyrektorów, w której skład wchodzą: przewodniczący ITK (od 2012 roku Terry Audla), szefowie czterech instytucji regionalnych (Inuvialuit Regional Corporation, Makivik Corporation, Nunatsiavut Government oraz Nunavut Tunngavik Incorporated), przewodniczący Inuit Circumpolar Council w randze wiceprzewodniczącego ITK, przewodniczący National Inuit Youth Council oraz przewodniczący Pauktuutit Inuit Women of Canada.